# توم ويلسون (لاعب كرة سلة)
توم ويلسون (بالإنجليزية: Tom Wilson)‏ (24 يونيو 1997 بملبورن في أستراليا - ) هو لاعب كرة سلة أسترالي في مركز الهجوم خلفي. لعب مع SMU Mustangs men's basketball ‏.

## وصلات خارجية
- توم ويلسون (لاعب كرة سلة) على موقع كلية كرة السلة في سبورتس رفرنس.كوم (الإنجليزية)
- توم ويلسون (لاعب كرة سلة) على موقع ريلجم (الإنجليزية)
- توم ويلسون (لاعب كرة سلة) على موقع بروبوليرز (الإنجليزية)
- توم ويلسون (لاعب كرة سلة) على موقع AustralianFootball.com (الإنجليزية)
- توم ويلسون (لاعب كرة سلة) على موقع AFLtables.com (الإنجليزية)